# 酷妹當家
《酷妹當家》是布浦翼的日本漫畫作品。單行本全5冊。

## 作品簡介
描述一名沉默但卻受大家歡迎的天才少女琪琪，與週遭的親友們日常生活中所生的種種騷動的瘋狂喜劇。動畫版於1996年10月5日至1997年9月27日在TBS播出。播出時間為每週六17:00至17:30。全51回（126話）。它是透過提供的贊助商上顯示的螢幕進行播放。下一個節目也採取了類似的措施。

## 主要登場人物

### 二宮家／篠宮家
動畫姓二宮（にのみや），原作姓篠宮（しのみや）。
二宮貴子／二宮琪琪／二宮小琪（聲；日本：雪野五月；台灣：盧敘榮（衛視中文台）／石采薇（迪士尼頻道）；香港：林元春）
本作品主角，幼稚園女生。199X年9月1日出生。睡前會看《筑紫哲也 NEWS23》。知識淵博而不輸大人，對於任何事情都能做出應對。像河童的髮型以及半橢圓形的眼睛為其特徵。個性安靜態度大方。興趣是恐怖電影和UFO等神秘事物。卻害怕蜘蛛。血型AB型。
二宮真紀子（聲；日本：高田由美；台灣：李宛鳳（衛視中文台）／李明幸（迪士尼頻道））
琪琪的母親。平凡的家庭主婦。琪琪的名字則是由她命名。血型B型。
二宮太郎（聲；日本：宮本充；台灣：符爽（衛視中文台）／吳文民（迪士尼頻道））
琪琪的父親。平凡的上班族。個性隨和善良卻優柔寡斷。琪琪的外表及個性則是來自於父親這一邊。高中時期曾加入了棒球隊，甚至參加了甲子園。血型A型。

### 貓社會
正牌天使（聲；日本：岡野浩介；台灣：葉三陽（衛視中文台）／李明幸（迪士尼頻道）；香港：陸惠玲）
二宮家的寵物貓，但其真實身分是天使學徒。二宮家的人都稱呼牠為。起初來到人間的目的是為了讓全人類幸福。儘管經歷了一連串倒楣的日子，仍然沒有被嚇倒。也是5隻小貓（小天使）的父親。
小天使們（聲；日本：川田妙子（パ）、水谷優子（ピ）、丹羽紫保里（プ）、瀧本富士子（ペ）、天野由梨（ポ））
天使與羅莎之間所生的孩子。全部都是公貓並擁有天使的血統。
羅莎（聲；日本：渡邊美佐；台灣：雷碧文（衛視中文台）／石采薇（迪士尼頻道））
貓社會中的女神。獨自過著無憂無慮的生活，卻成為了5隻小貓（小天使）的母親。常去美容院。
小錦（聲；日本：島香裕；台灣：黃天佑（衛視中文台）／林谷珍（迪士尼頻道））
貓社會所有貓咪的老大。肥碩的體格為其特徵。對於自己的手下相當溫柔。
小虎&三吉（聲；日本：小形滿（小虎）、石野龍三（三吉））
小錦的兩位小跟班。
正牌惡魔（聲；日本：梅津秀行；台灣：待查（衛視中文台）／林谷珍（迪士尼頻道）；香港：林保全）
正牌天使的死對頭。相反的來到人間的目的是為了讓全世界的人類活在不幸之中。

### 幼稚園

#### 園童
吉永沙織（聲；日本：天野由梨；台灣：盧敘榮（衛視中文台）／劉如蘋（迪士尼頻道）；香港：黃鳳英）
琪琪的勁敵。個性高傲，喜歡與其他人做比較。兒童劇團的團員。
政門（聲；日本：瀧本富士子；台灣：待查（衛視中文台）／雷碧文（迪士尼頻道））
與琪琪同班的男生。經常保持笑容、個性開朗。對舞一見鍾情，並開始參加芭蕾舞課程，但並沒有進步。被用作對舞的模仿。
靜（聲；日本：川田妙子（32、33話大谷育江））
與琪琪同班的女生。常常與圓同時一起出現。外型比較不顯眼。
圓（聲；日本：丹羽紫保里；台灣：待查（衛視中文台）／李明幸（迪士尼頻道））
與琪琪同班的女生。口頭禪是「好可怕」，不過似乎沒這麼膽小。
守（聲；日本：松本幸；台灣：賀世芳（衛視中文台）／李明幸（迪士尼頻道））
與琪琪同班的男生。常常被沙織當作助手來使喚。會拉小提琴。將來的夢想是成為科學家。事實上喜歡琪琪。
沙也加（聲；日本：荒木香惠）
與琪琪同班的女生。曾向媽媽要燙髮。與其他園生相比，其戲份並不多。

#### 保母老師及週圍的人
柴原惠美（聲；日本：水谷優子；台灣：賀世芳（衛視中文台）／雷碧文（迪士尼頻道）；香港：鄭麗麗）
五月雨幼稚園紫羅蘭班的老師。高中是網球社所屬。雖然有想做某事的決心，可是多半都是三分鐘熱度，而且做起事情來笨手笨腳並且老是因此遇到麻煩。弱點是紅蘿蔔。
園長（聲；日本：峰敦子；台灣：李明幸（迪士尼頻道））
五月雨幼稚園的園長。有搭車出遠門時會暈車的體質，故隨身攜帶安眠藥。
香織老師（聲；日本：小林優子；台灣：李明幸（迪士尼頻道））
美惠的同事之一，向日葵班的老師，已婚。原作直到惠美回到幼稚園以前是紫羅蘭班的老師。
美雪老師（聲；日本：渡邊美佐）
五月雨幼稚園的老師。
直木龍之介（聲；日本：磯部弘；台灣：符爽（衛視中文台）／林谷珍（迪士尼頻道）；香港：郭志权）
惠美在高中時期的網球教練。與惠美的約會總是因為一連串的麻煩而以失敗告終。
堂島祥子（聲；日本：松井菜櫻子；台灣：李宛鳳（衛視中文台）／劉如蘋（迪士尼頻道））
惠美的大學學姐。有錢人家的千金大小姐。同時也是惠美的情敵。每次一在任何地方出現，然後惠美同時也在場時，就會使惠美一直打噴嚏，因此被稱呼為「胡椒夫人」。

### 芭蕾舞教室
芭蕾舞老師（聲；日本：田中敦子）
琪琪所上的芭蕾舞教室老師。平常很友善，但當芭蕾舞練習後只剩下她一個人時，其個性就變凶暴。
白鳥舞（聲；日本：大谷育江；台灣：李明幸（迪士尼頻道））
琪琪在舞蹈教室的競爭對手。有稍微吃東西一下就會馬上發胖的體質。總是使喚政門，芭蕾舞下課回到家時，總是和媽媽一起練習芭蕾舞。
10年後成為天才首席女神。仍繼續與政門約會，也一樣使喚他。
白鳥泉（聲；日本：片岡富枝；台灣：雷碧文（迪士尼頻道））
舞的母親。前國內舞蹈選手冠軍。過去身材纖細，但現在身形肥胖。因為體型之故，出入舞蹈教室時經常會把門給撞壞。琪琪和其他人常玩她的胖肚子。將政門視為舞體重增加的原因，並試圖將他們兩人分開。

### 其他
怪盜拉邦（聲；日本：安原義人；台灣：林谷珍（迪士尼頻道））
動畫版終盤登場的怪盜。操著怪異的法語（混有日語）（例如）。
旁白（聲；日本：堀内賢雄；台灣：葉三陽（衛視中文台）／林谷珍（迪士尼頻道））
解說整部作品的旁白，會以特殊的語調炒熱氣氛（主要短語包括）。

## 電視動畫

### 製作人員
- 原作：布浦翼（講談社《BE·LOVE Parfait》發表）
- 執行製作人：村田英憲
- 製作人：小野辰雄、出崎哲
- 製作擔當：松崎義之（Magic Bus）
- 文藝：小出一巳、末永光代
- 總導演：四分一節子
- 導演助手：棚橋一德
- 總作畫監督、人物設定：小林由香里
- 動畫檢查：小原充、山下宗幸、吉村涼子、佐藤房枝、藤岡正宣、菅原秀樹 等
- 美術監督：松本真奈美（Studio Jack）
- 背景：浦田健吉、日比野晶子、橫段真由美、小林敦夫、相原澄子、米本智子、加藤幸子 等
- 色彩設定：鈴城留美子
- 色指定：三橋曜子（SHAFT）、橫田梢、大多和由里、福原奈津子 等
- 特殊效果：前川孝
- 攝影監督：岡崎英夫（IMG）
- 攝影助手：升澤達也、谷口直之、中村昌樹、本宮美津惠、西重成（以上，IMG） 等
- 剪輯：井上和夫、井上紗千子
- 音樂：中川幸太郎
- 音楽協力：日音（日语：日音）
- 音響監督：加藤敏（日语：加藤敏 (音響監督)）（東北新社）
- 音響效果：橫山正和（日语：横山正和）
- 選曲：合田豐（日语：合田豊）
- 錄音調整：阿部佳代子
- 音響製作：東北新社
- 顯影：IMAGICA
- 標題：Maki Pro.（日语：マキ・プロダクション）
- 節目宣傳：田中瑞穗（TBS）
- 動畫製作：Magic Bus
- 動畫製作協力：SHAFT、E&G FILMS（日语：イージー・フイルム）、蒼辦公室、高橋工作室（日语：タカハシスタジオ）、GROUP ZEN
- 製作：EIKEN、TBS

### 主題歌
片頭曲「SUPER LOVE」
作詞：佐佐木美和，作曲、編曲：大島康祐，歌：SO-FI
前期片尾曲「…of You」（第1話—第29話）
作詞：鈴木蘭蘭、森園真，作曲：平井夏美，編曲：千住明
歌：鈴木蘭蘭
後期片尾曲「（中文：愉快的悖動）」（第30話—第51話）
作詞、作曲：階一喜，編曲：龜田誠治，歌：米倉千尋

### 播放列表
| 回數 | 首播日期       | 日文標題                      | 中文標題                                    | 編劇                | 分鏡       | 演出     | 作畫監督            |
| ---- | -------------- | ----------------------------- | ------------------------------------------- | ------------------- | ---------- | -------- | ------------------- |
| 1    | 1996年 10月5日 |                               | 無敵的幼稚園兒童                            | 伊東恒久            | 四分一節子 | 木宮茂   | 池田裕治            |
| 1    | 1996年 10月5日 |                               | 正牌天使來了                                | 伊東恒久            | 高野花琳   | 御厨恭輔 | 池田裕治            |
| 1    | 1996年 10月5日 |                               | 美惠老師VS琪琪                              | 土屋理敬            | 石踊宏     | 石踊宏   | 松本勝次            |
| 2    | 10月12日       |                               | 回憶相簿                                    | 武上純希            | 酒井伸次   | 酒井伸次 | 松崎一              |
| 2    | 10月12日       |                               | 琪琪被騙了？                                | 伊東恒久            | 小村敏明   | 高橋滋春 | 浦紳一郎            |
| 2    | 10月12日       |                               | 大件事情是好事？                            | 小出一巳 末永光代   | 四分一節子 | 木宮茂   | 小林由香里          |
| 3    | 10月19日       |                               | 五月雨幼稚園的恐怖鬼故事                    | 星川泰子            | 石踊宏     | 石踊宏   | 藤田正幸            |
| 3    | 10月19日       |                               | 正牌天使的初戀                              | 伊東恒久            | 高野花琳   | 御廚恭輔 | 高田三郎            |
| 3    | 10月19日       |                               | 琪琪的寶物                                  | 丸尾未步            | 酒井伸次   | 酒井伸次 | 高鉾誠              |
| 4    | 10月26日       |                               | 我想要零用錢                                | 星川泰子            | 高橋滋春   | 高橋滋春 | 浦紳一郎            |
| 4    | 10月26日       |                               | 五位孩子誕生                                | 伊東恒久            | 石山貴明   | 井上修   | 平岡正幸            |
| 4    | 10月26日       |                               | 閃亮的…回憶                                 | 小出一巳            | 石踊宏     | 石踊宏   | 藤田正幸            |
| 5    | 11月2日        |                               | 呼風喚雨的白雪公主                          | 土屋理敬            | 酒井伸次   | 御廚恭輔 | 高田三郎            |
| 5    | 11月2日        |                               | 呼風喚雨的白雪公主·續集                     | 土屋理敬            | 酒井伸次   | 酒井伸次 | 森中正春            |
| 5    | 11月2日        | 呼風喚雨的白雪公主·續集的續集 |                                             | 土屋理敬            | 酒井伸次   | 酒井伸次 | 森中正春            |
| 6    | 11月9日        |                               | 琪琪的變身大作戰                            | 小出一巳            | 前島健一   | 前島健一 | 鈴木伸一            |
| 6    | 11月9日        |                               | 琪琪家怪譚 恐怖的一夜                       | 土屋理敬            | 石踊宏     | 石踊宏   | 松本勝次            |
| 6    | 11月9日        |                               | 必殺！感冒菌終結者                          | 丸尾未步            | 高橋滋春   | 高橋滋春 | 進藤滿尾            |
| 7    | 11月23日       |                               | 琪琪PicoPico遊戲大作戰                      | 丸尾未步            | 木村真一郎 | 加藤洋人 | 加藤洋人            |
| 7    | 11月23日       |                               | 華麗的歌舞劇女主角                          | 土屋理敬            | 高野花琳   | 高橋滋春 | 森中正春            |
| 7    | 11月23日       |                               | 華麗的歌舞劇女主角·續集                     | 土屋理敬            | 高野花琳   | 御廚恭輔 | 高田三郎            |
| 8    | 11月30日       |                               | 琪琪之風雲一家，爸爸VS媽媽                  | 小出一巳            | 岡國敏     | 岡國敏   | 齊藤英子            |
| 8    | 11月30日       |                               | 琪琪童話劇場 灰姑娘物語                     | 小出一巳            | 昆進之介   | 石踊宏   | 藤田正幸            |
| 8    | 11月30日       |                               | 琪琪童話劇場 灰姑娘物語·續集                | 小出一巳            | 昆進之介   | 御廚恭輔 | 高田三郎            |
| 9    | 12月7日        |                               | 媽媽的減肥戰爭                              | 小出一巳            | 高橋滋春   | 高橋滋春 | 進藤滿尾            |
| 9    | 12月7日        |                               | 惡作劇的五位孩子，正牌小天使                | 伊東恒久            | 高橋滋春   | 高橋滋春 | 井武門田            |
| 9    | 12月7日        |                               | 五月雨幼稚園的更恐怖鬼故事                  | 土屋理敬            | 石山貴明   | 井上修   | 平岡正幸            |
| 10   | 12月14日       |                               | 美惠老師的約會                              | 土屋理敬            | 石踊宏     | 石踊宏   | 松本勝次            |
| 10   | 12月14日       |                               | 小天使的大冒險                              | 伊東恒久            | 酒井伸次   | 酒井伸次 | 森中正春            |
| 10   | 12月14日       |                               | 琪琪的My Card                               | 星川泰子            | 前島健一   | 御廚恭輔 | 高田三郎            |
| 11   | 12月21日       |                               | 華麗的芭蕾舞發表會                          | 土屋理敬            | 秦義人     | 秦義人   | 鈴木伸一            |
| 11   | 12月21日       |                               | 華麗的芭蕾舞發表會·續集                     | 土屋理敬            | 石踊宏     | 石踊宏   | 松本勝次            |
| 11   | 12月21日       |                               | 聖誕老人給的禮物                            | 丸尾未步            | 木村真一郎 | 棚橋一徳 | 小林由香里          |
| 12   | 12月28日       |                               | 驚奇的滑雪旅行                              | 小出一巳            | 石山貴明   | 岡國敏   | 小山和洋            |
| 12   | 12月28日       |                               | 驚奇的滑雪旅行·續集                         | 小出一巳            | 高橋滋春   | 雄谷将仁 | 進藤滿尾            |
| 12   | 12月28日       |                               | 除夕日的挑戰                                | 土屋理敬            | 石山貴明   | 御廚恭輔 | 高田三郎            |
| 13   | 1997年 1月4日  |                               | 新春琪琪曆法                                | 土屋理敬            | 渡部高志   | 則座誠   | 高鉾誠              |
| 13   | 1997年 1月4日  |                               | 美惠老師的拜年約會                          | 土屋理敬            | 高橋滋春   | 高橋滋春 | 進藤満尾            |
| 13   | 1997年 1月4日  |                               | 琪琪VS沙織                                  | 土屋理敬            | 高野花琳   | 秦義人   | 鈴木伸一            |
| 14   | 1月11日        |                               | 琪琪的英文會話 Nice to meet you             | 金春智子            | 岡國敏     | 井上修   | 平岡正幸            |
| 14   | 1月11日        |                               | 曾祖母來了                                  | 丸尾未步            | 石踊宏     | 石踊宏   | 藤田正幸            |
| 14   | 1月11日        |                               | 曾祖母來了·續集                             | 丸尾未步            | 秦義人     | 御廚恭輔 | 高田三郎            |
| 15   | 1月18日        |                               | 琪琪童話劇場 琪琪公主                       | 小出一巳            | 酒井伸次   | 酒井伸次 | 森中正春            |
| 15   | 1月18日        |                               | 琪琪童話劇場 琪琪公主·續集                  | 小出一巳            | 高橋滋春   | 高橋滋春 | 進藤滿尾            |
| 15   | 1月18日        |                               | 琪琪童話劇場 琪琪公主·續集的續集            | 小出一巳            | 石山貴明   | 御廚恭輔 | 高田三郎            |
| 16   | 1月25日        |                               | 血淚的上學印章                              | 金春智子            | 昆進之介   | 秦義人   | 鈴木伸一            |
| 16   | 1月25日        |                               | 琪琪家怪談之恐怖的看家                      | 伊東恒久            | 石踊宏     | 石踊宏   | 藤田正幸            |
| 16   | 1月25日        |                               | 美惠老師的家中約會                          | 土屋理敬            | 高橋滋春   | 御廚恭輔 | 高田三郎            |
| 17   | 2月1日         |                               | 琪琪與未知的遭遇                            | 近藤真智子          | 高橋滋春   | 高橋滋春 | 森中正春            |
| 17   | 2月1日         |                               | 琪琪與未知的遭遇·續集                       | 近藤真智子          | 高橋滋春   | 雄谷將仁 | 進藤滿尾            |
| 17   | 2月1日         |                               | 琪琪與未知的遭遇·續集的續集                 | 近藤真智子          | 石山貴明   | 岡國敏   | 柳瀨雄之            |
| 18   | 2月8日         |                               | 情人節大恐慌                                | 小出一巳            | 酒井伸次   | 酒井伸次 | 森中正春            |
| 18   | 2月8日         |                               | 情人節大恐慌·續集                           | 小出一巳            | 昆進之介   | 御廚恭輔 | 高田三郎            |
| 18   | 2月8日         |                               | 情人節大恐慌·續集的續集                     | 小出一巳            | 石踊宏     | 石踊宏   | 松本勝次            |
| 19   | 2月15日        |                               | 五月雨幼稚園的決鬥                          | 丸尾未步            | 酒井伸次   | 酒井伸次 | 森中正春            |
| 19   | 2月15日        |                               | 小錦的最倒楣日子                            | 伊東恒久            | 大庭秀昭   | 雄谷將仁 | 進藤滿尾            |
| 19   | 2月15日        |                               | 不輸給雪？                                  | 近藤真智子          | 井上修     | 井上修   | 淺野宏              |
| 20   | 2月22日        |                               | 藍眼睛的朋友                                | 土屋理敬            | 高野花琳   | 御廚恭輔 | 高田三郎            |
| 20   | 2月22日        |                               | 理查的日本旅遊                              | 土屋理敬            | 石踊宏     | 石踊宏   | 藤田正幸            |
| 20   | 2月22日        |                               | 受歡迎的理查                                | 土屋理敬            | 秦義人     | 秦義人   | 鈴木伸一            |
| 21   | 3月1日         |                               | 嚇一跳的娃娃節騷動                          | 小出一巳            | 酒井伸次   | 酒井伸次 | 都丸保              |
| 21   | 3月1日         |                               | 娃娃節的示愛競爭                            | 小出一巳            | 小村敏明   | 雄谷将仁 | 進藤滿尾            |
| 21   | 3月1日         |                               | 再見了，藍眼睛的朋友                        | 小出一巳            | 石山タカ明 | 岡國敏   | 平岡正幸            |
| 22   | 3月8日         |                               | 繩文人琪琪                                  | 丸尾未步            | 出崎哲     | 則座誠   | 森中正春            |
| 22   | 3月8日         |                               | 小錦的秘密減肥作戰                          | 伊東恒久            | 石踊宏     | 石踊宏   | 松本勝次            |
| 22   | 3月8日         |                               | 琪琪的夢中夢之夢                            | 丸尾未步            | 富永恒雄   | 御廚恭輔 | 高田三郎            |
| 23   | 3月15日        |                               | 五月雨幼稚園的朱麗葉                        | 土屋理敬            | 高橋滋春   | 高橋滋春 | 森中正春            |
| 23   | 3月15日        |                               | 小天使嚇一跳!? 羅莎的一日媽媽               | 伊東恒久            | 大庭秀昭   | 雄谷将仁 | 進藤満尾            |
| 23   | 3月15日        |                               | 無敵琪琪，出乎意料的弱點                    | 小出一巳            | 石山貴明   | 殿勝秀樹 | 川口幸治            |
| 24   | 3月22日        |                               | 琪琪時代劇時間 遠山的琪琪大人，綻放的鬱金香 | 小出一巳            | 秦義人     | 秦義人   | 鈴木伸一            |
| 24   | 3月22日        |                               | 綻放的鬱金香·續集                           | 小出一巳            | 石踊宏     | 石踊宏   | 藤田正幸            |
| 24   | 3月22日        |                               | 綻放的鬱金香·續集的續集                     | 小出一巳            | 高橋滋春   | 高橋滋春 | 森中正春            |
| 25   | 3月29日        |                               | 琪琪成為演員                                | 丸尾未步            | 日色如夏   | 日色如夏 | 進藤滿尾            |
| 25   | 3月29日        |                               | 琪琪成為演員·續集                           | 丸尾未步            | 高橋滋春   | 御厨恭輔 | 高田三郎            |
| 26   | 4月5日         |                               | 春季遠足大騷動                              | 土屋理敬            | 石山貴明   | 岡國敏   | 平岡正幸            |
| 26   | 4月5日         |                               | 春季遠足大騷動·續集                         | 土屋理敬            | 山崎隆     | 宮崎一哉 | 野舘誠一            |
| 27   | 4月12日        |                               | 火熱的棒球大賽                              | 高屋敷英夫 小出一巳 | 酒井伸次   | 酒井伸次 | 森中正春            |
| 27   | 4月12日        |                               | 並木正人                                    | 高屋敷英夫 小出一巳 | 御廚恭輔   | 鈴木伸一 |                     |
| 28   | 4月19日        |                               | 火熱的棒球大賽·續集的續集                   | 高屋敷英夫 小出一巳 | 日色如夏   | 多田俊介 | 進藤滿尾            |
| 28   | 4月19日        |                               | 火熱的棒球大賽·更加地續集                   | 高屋敷英夫 小出一巳 | 石踊宏     | 石踊宏   | 松本勝次            |
| 29   | 4月26日        |                               | 華麗的宿敵                                  | 土屋理敬            | 石山貴明   | 殿勝秀樹 | 川口幸治            |
| 29   | 4月26日        |                               | 華麗的宿敵·續集                             | 土屋理敬            | 山崎隆     | 御廚恭輔 | 鈴木伸一            |
| 30   | 5月3日         |                               | 名偵探琪琪，豪宅的秘密                      | 丸尾未步            | 山崎隆     | 酒井伸次 | 森中正春            |
| 30   | 5月3日         |                               | 名偵探琪琪，豪宅的秘密·續集                 | 丸尾未步            | 大庭秀昭   | 多田俊介 | 進藤滿尾            |
| 31   | 5月10日        |                               | 感動的母親節大作戰                          | 土屋理敬            | 石踊宏     | 秦義人   | 鈴木伸一            |
| 31   | 5月10日        |                               | 感動的母親節大作戰·續集                     | 土屋理敬            | 石踊宏     | 石踊宏   | 藤田正幸            |
| 32   | 5月17日        |                               | 戀愛網球比賽                                | 土屋理敬            | 岡國敏     | 岡國敏   | 平岡正幸            |
| 32   | 5月17日        |                               | 戀愛網球比賽·續集                           | 土屋理敬            | 並木正人   | 御厨恭輔 | 小田仁              |
| 33   | 5月24日        |                               | 打倒蛀牙大王                                | 近藤真智子          | 井武門田   | 野舘誠一 | 野舘誠一            |
| 33   | 5月24日        |                               | 打倒蛀牙大王·續集                           | 近藤真智子          | 野田作樹   | 多田俊介 | 進藤滿尾            |
| 34   | 5月31日        |                               | 憧憬的初吻                                  | 土屋理敬            | 石踊宏     | 石踊宏   | 松本勝次            |
| 34   | 5月31日        |                               | 顫抖小兔子來了                              | 小出一巳 末永光代   | 殿勝秀樹   | 腰繁男   | 小林勝利            |
| 35   | 6月7日         |                               | 正牌天使被偷走了？                          | 伊東恒久            | 石山貴明   | 秦義人   | 川口幸治            |
| 35   | 6月7日         |                               | 正牌天使被偷走了？·續集                     | 伊東恒久            | 高橋滋春   | 野舘誠一 | 森中正春            |
| 36   | 6月14日        |                               | 父親節的驚人運動會                          | 土屋理敬            | 秦義人     | 御廚恭輔 | 進藤滿尾            |
| 36   | 6月14日        |                               | 父親節的驚人運動會·續集                     | 土屋理敬            | 日色如夏   | 多田俊介 | 小田仁              |
| 37   | 6月21日        |                               | 黴菌叢林                                    | 近藤真智子          | 並木正人   | 秦義人   | 鈴木伸一            |
| 37   | 6月21日        |                               | 美惠老師的恐怖餐會                          | 土屋理敬            | 石踊宏     | 石踊宏   | 藤田正幸            |
| 38   | 6月28日        |                               | 開放游泳池一堆危險？                        | 出崎遠太            | 岡國敏     | 岡國敏   | 丸山泰英            |
| 38   | 6月28日        |                               | 阿政的初戀                                  | 土屋理敬            | 高野花琳   | 腰繁男   | 小林勝利            |
| 39   | 7月5日         |                               | 琪琪童話劇場 歸來的琪琪公主                 | 小出一巳            | 仁賀綠朗   | 多田俊介 | 進藤滿尾            |
| 39   | 7月5日         |                               | 琪琪童話劇場 歸來的琪琪公主·續集            | 小出一巳            | 井武門田   | 野舘誠一 | 野舘誠一            |
| 40   | 7月12日        |                               | 美惠老師的吃紅蘿蔔大作戰                    | 土屋理敬            | 石踊宏     | 石踊宏   | 松本勝次            |
| 40   | 7月12日        |                               | 閃亮的寵物選美大賽                          | 小出一巳            | 山崎隆     | 秦義人   | 鈴木伸一            |
| 41   | 7月19日        |                               | 怪盜拉邦再次登場                            | 小出一巳            | 殿勝秀樹   | 殿勝秀樹 | 川口幸治            |
| 41   | 7月19日        |                               | 怪盜拉邦再次登場·續集                       | 小出一巳            | 高野花琳   | 御廚恭輔 | 小田仁              |
| 42   | 7月26日        |                               | 正牌惡魔降臨了                              | 小出一巳            | 高橋滋春   | 高橋滋春 | 鈴野貴一            |
| 42   | 7月26日        |                               | 美惠老師，愛情的煙火                        | 土屋理敬            | 仁賀綠朗   | 多田俊介 | 進藤滿尾            |
| 43   | 8月2日         |                               | 恐怖的過夜                                  | 近藤真智子          | 並木正人   | 秦義人   | 鈴木伸一            |
| 43   | 8月2日         |                               | 恐怖的過夜·續集                             | 近藤真智子          | 石踊宏     | 石踊宏   | 藤田正幸            |
| 44   | 8月9日         |                               | 琪琪童話劇場 琪琪公主的太空漫步             | 小出一巳            | 石山貴明   | 秦義人   | 川口幸治            |
| 44   | 8月9日         |                               | 琪琪童話劇場 琪琪公主的太空漫步·續集        | 小出一巳            | 森田浩光   | 御廚恭輔 | 小田仁              |
| 45   | 8月16日        |                               | 仲夏夜的試膽大會                            | 出崎遠太            | 青木雄三   | 野舘誠一 | 野舘誠一            |
| 45   | 8月16日        |                               | 鐵人曾祖母上電視                            | 植田浩二            | 多田俊介   | 多田俊介 | 進藤滿尾            |
| 46   | 8月23日        |                               | SOS！無人島漂流記                           | 土屋理敬            | 高野花琳   | 秦義人   | 小林由香里 鈴木伸一 |
| 46   | 8月23日        |                               | SOS！無人島漂流記·續集                      | 土屋理敬            | 石踊宏     | 石踊宏   | 松本勝次            |
| 47   | 8月30日        |                               | 阿政的愛與傷心的羅密歐                      | 近藤真智子          | 殿勝秀樹   | 山崎友正 | 川口幸治            |
| 47   | 8月30日        |                               | 琪琪的驚奇生日派對                          | 土屋理敬            | 森田浩光   | 御廚恭輔 | 小田仁              |
| 48   | 9月6日         |                               | 流浪的正牌惡魔                              | 小出一巳            | 高橋滋春   | 酒井伸次 | 森中正春            |
| 48   | 9月6日         |                               | 琪琪的迷你大冒險                            | 土屋理敬            | 多田俊介   | 多田俊介 | 進藤滿尾            |
| 49   | 9月13日        |                               | 怪盜拉邦出現在琪琪家                        | 近藤真智子          | 石踊宏     | 石踊宏   | 藤田正幸            |
| 49   | 9月13日        |                               | 怪盜拉邦出現在琪琪家·續集                   | 近藤真智子          | 石踊宏     | 秦義人   | 鈴木伸一            |
| 50   | 9月20日        |                               | 呼風喚雨的彼得潘                            | 土屋理敬            | 山口美浩   | 山崎友正 | 川口幸治            |
| 50   | 9月20日        |                               | 呼風喚雨的彼得潘·續集                       | 土屋理敬            | 仁賀綠朗   | 御廚恭輔 | 小田仁              |
| 51   | 9月27日        |                               | 五月雨幼稚園的末日                          | 土屋理敬            | 野舘誠一   | 野舘誠一 | 野舘誠一            |
| 51   | 9月27日        |                               | 五月雨幼稚園的末日·續集                     | 土屋理敬            | 四分一節子 | 雄谷將仁 | 進藤滿尾            |

### 播放電視台
日本
| 播放日期（或者放送體制）     | 播放時間           | 播放電視台 | 播放地區   | 備註   |
| ---------------------------- | ------------------ | ---------- | ---------- | ------ |
| 1996年10月5日—1997年9月27日  | 星期六 17:00—17:30 | TBS        | 關東廣域區 | 製作局 |
| 1996年10月13日—1997年10月5日 | 星期日 6:00—6:30   | 北陸放送   | 石川縣     |        |

台灣
| 播放日期                     | 播放時間（UTC+8）          | 播放電視台 | 所屬聯播網 | 備註       |
| ---------------------------- | -------------------------- | ---------- | ---------- | ---------- |
| 1999年1月31日—2000年10月30日 | 星期日 18:30—19:00         | 衛視中文台 | 有線電視   |            |
| 2000年8月7日—2001年9月18日   | 星期一 16:30—17:00         | 中視       | 有線電視   | 衛星電視   |
| 2014年2月24日—5月26日        | 星期一至星期四 19:00—20:00 | 迪士尼頻道 | 有線電視   | 當日有重播 |

## 腳註

### 註解
1. ↑  劇中有時會播放井上陽水的《筑紫哲也 NEWS23》片頭曲「築紫哲也 NEWS23 Theme」。

## 相關商品

### 動畫相關
動畫版播出時，SEIKA NOTE正在販售各種文具。

## 外部連結
- 酷妹當家在動畫新聞網的百科全书中的资料
- 中視酷妹當家集數 （页面存档备份，存于）

| TBS 星期六17:00—17:30時段 | TBS 星期六17:00—17:30時段 | TBS 星期六17:00—17:30時段 |
| ------------------------- | ------------------------- | ------------------------- |
|                           | 酷妹當家                  |                           |
| 少年桑塔的大冒險          | 動畫大盜五右衛門          |                           |